# Kendu Bay
Kendu Bay är en ort i Kenya.   Den ligger i länet Homa Bay, i den västra delen av landet, 260 km väster om huvudstaden Nairobi. Kendu Bay ligger 1 146 meter över havet och antalet invånare är 434.
Terrängen runt Kendu Bay är huvudsakligen platt, men österut är den kuperad. Runt Kendu Bay är det tätbefolkat, med 308 invånare per kvadratkilometer. Närmaste större samhälle är Oyugis, 19,2 km sydost om Kendu Bay. Omgivningarna runt Kendu Bay är en mosaik av jordbruksmark och naturlig växtlighet.